# Chikhli (ort i Indien, Gujarat)
Chikhli är en ort i Indien.   Den ligger i distriktet Navsari och delstaten Gujarat, i den västra delen av landet, 1 000 km söder om huvudstaden New Delhi. Chikhli ligger 29 meter över havet och antalet invånare är 7 480.
Terrängen runt Chikhli är mycket platt, och sluttar västerut. Runt Chikhli är det tätbefolkat, med 570 invånare per kvadratkilometer. Närmaste större samhälle är Bilimora, 10,6 km väster om Chikhli. Trakten runt Chikhli består till största delen av jordbruksmark.